# Sextus Vistilius
Sextus Vistilius († 32) war ein römischer Politiker des frühen 1. Jahrhunderts n. Chr.
Tacitus berichtet in seinen Annalen von einem Schreiben des Tiberius gegen Sextus Vistilius, den sein Bruder Drusus, der ihm sehr lieb war, im Jahr 9 in seinen Freundeskreis aufgenommen hatte. Vistilius war im Jahr 32 ein ehemaliger Prätor und bereits ein alter Mann, als er in Ungnade fiel. Der Grund war, „dass er entweder bestimmte Dinge über Gaius Caesar (Caligula) geschrieben hatte, die diesen als unmoralisch darstellten, oder dass einer falschen Anschuldigung Glaube geschenkt wurde. Aus diesem Grund vom Umgang mit dem Kaiser ausgeschlossen, versuchte er mit altersschwacher Hand, sich mit einem Schwert das Leben zu nehmen, und verband jedoch anschließend seine Venen wieder. Nachdem er in einem Schreiben um Gnade gebeten hatte und ein unbarmherziges Antwortschreiben erhielt, öffnete er seine Venen endgültig.“
Möglicherweise stammte er aus Iguvium.
In Tacitus’ Annalen wird eine Vistilia erwähnt, die aus einer prätorischen Familie stammte und vielleicht eine Tochter des Sextus Vistilius war. Sie war verheiratet mit Titedius Labeo. Im Jahr 19 ließ sie sich in Rom als Prostituierte registrieren (lenocinium apud aediles professa), um Strafen für Ehebruch zu entgehen. Aufgrund ihres Lebenswandels und einer Senatsdebatte über moralischen Verfall wurde sie auf die Insel Seriphos verbannt (in insulam Seriphon ablegata); sie könnte eine Tochter von Vistilius gewesen sein.